# French Stewart
Milton French-Stewart (ur. 20 lutego 1964 w Albuquerque w stanie Nowy Meksyk) – amerykański aktor. Występował w roli Harry’ego Solomona w sitcomie NBC Trzecia planeta od Słońca.

## Filmografia

### Filmy
- 1994: Gwiezdne wrota jako porucznik Louis Feretti
- 1996: Tajna broń jako załoga I.R.
- 1999: Bartok wspaniały jako Oble (głos)
- 2002: Kevin sam w domu 4 (TV) jako Marvin „Marv” Merchants
- 2002: Zatrzymani w czasie jako dr Earl Dopler
- 2003: Inspektor Gadżet 2 jako Inspektor Gadżet
- 2007: Drapieżnik jako Haynes Ownby
- 2008: Pies na wagę diamentów jako Blackie
- 2011: Cziłała z Beverly Hills 2 jako komentator wystaw w Beverly Hills / sędzia nr 2
- 2013: 30 nocy paranormalnej aktywności z opętaną przez diabła dziewczyną z tatuażem jako Herb Rosti

### Seriale TV
- 1994: Kroniki Seinfelda jako menadżer
- 1996–2001: Trzecia planeta od Słońca jako Harry Solomon
- 1997: Karolina w mieście jako Stu
- 1998–1999: Herkules jako Ikarus (głos)
- 1998: Ja się zastrzelę jako Steven
- 1999: KopciuchElmo jako Książę
- 2001: Różowe lata siedemdziesiąte jako Daniel
- 2002: Ally McBeal jako Michael Walker
- 2003–2005: Prawie doskonali jako Gene Schmidtline
- 2005: Podkomisarz Brenda Johnson jako Gary Evans
- 2013–2016, 2018–2020: Mamuśka jako Rudy
- 2015: Podejrzany jako John Patrick
- 2016: Dwie spłukane dziewczyny jako pan Bronski
- 2016: Lego Star Wars: Przygody Freemakerów jako N-3R0 (głos)
- 2013–2015, 2017: Pępek świata jako dyrektor szkoły Cameron
- 2017–2018: Agenci NCIS jako Paul Triff
- 2017: Trial and Error jako Sebastian Rappaport
- 2018: K.C. nastoletnia agentka jako Barney Feffer
- 2018: Roseanne jako Dean
- 2019: Szkoła zabójców jako Scorpio Slasher
- 2019: AwanturNick jako Gerard